# Дрезель, Отто
Отто Дрезель (нем. Otto Dresel; 20 декабря 1826, Гайзенхайм — 26 июля 1890, Беверли, штат Массачусетс) — американский пианист, музыкальный педагог и композитор немецкого происхождения.
Сын богатого виноторговца. В 1843—1844 гг. учился игре на фортепиано в Веймаре у Ференца Листа, затем благодаря покровительству и по рекомендации Фердинанда Хиллера отправился в Лейпциг, где приватно занимался контрапунктом у Морица Гауптмана, а затем композицией под руководством Феликса Мендельсона; среди его товарищей по обучению был Роберт Франц, с которым Дрезель сохранил многолетнюю дружбу. К 1846 году относится первое сочинение Дрезеля — Шесть песен. К 1848 году были завершены два основных произведения Дрезеля раннего периода — фортепианное трио ля минор и фортепианный квартет фа мажор.
Под тяжёлым впечатлением от поражения революционного движения в Германии Дрезель решил покинуть Европу и, запасшись рекомендательными письмами от вдовы Мендельсона, других своих наставников, Роберта Шумана и Игнаца Мошелеса, в декабре 1848 года прибыл в США. 25 января 1849 года он впервые выступил в Нью-Йорке как пианист, получив одобрительный отзыв критика Генри Уотсона, полагавшего, однако, что основные достоинства Дрезеля лежат в области композиции. В Нью-Йорке Дрезель быстро вошёл в круг немецких музыкантов, игравших ведущие роли в музыкальной жизни города, примкнув к Карлу Бергману, Герману Сарони, Теодору Эйсфельду; он выступал преимущественно как камерный исполнитель, завоевав особое признание как аккомпаниатор вокалистов. Однако для солиста Дрезель, по нью-йоркским меркам, оказался слишком сдержанным и бесстрастным исполнителем, к тому же его выбила из равновесия неудачная попытка женитьбы, и в середине 1851 года он вернулся в Старый Свет, некоторое время провёл в Веймаре (посетив, в частности, здешнюю премьеру вагнеровского «Лоэнгрина» под управлением Листа), а затем около года жил и работал в Лондоне.
В 1852 г. Дрезель повторно прибыл в США, но на этот раз обосновался в Бостоне. Здесь он был встречен восторженной статьёй видного критика Джона Салливана Дуайта, с которым в дальнейшем плодотворно и разнообразно сотрудничал. Регулярно выступая с сольными программами, Дрезель пропагандировал, в частности, музыку Баха и Генделя (в противовес виртуозному салонному репертуару большинства европейских гастролёров), продолжал карьеру ансамблиста. Среди сочинений Дрезеля американского периода выделяются вокальные циклы, в том числе на стихи Генри Лонгфелло и Оливера Уэнделла Холмса. Среди его бостонских учеников была, в частности, Эми Фэй.